# Cent vues du mont Fuji
 (février 2025).
Si vous disposez d'ouvrages ou d'articles de référence ou si vous connaissez des sites web de qualité traitant du thème abordé ici, merci de compléter l'article en donnant les références utiles à sa vérifiabilité et en les liant à la section « Notes et références ».

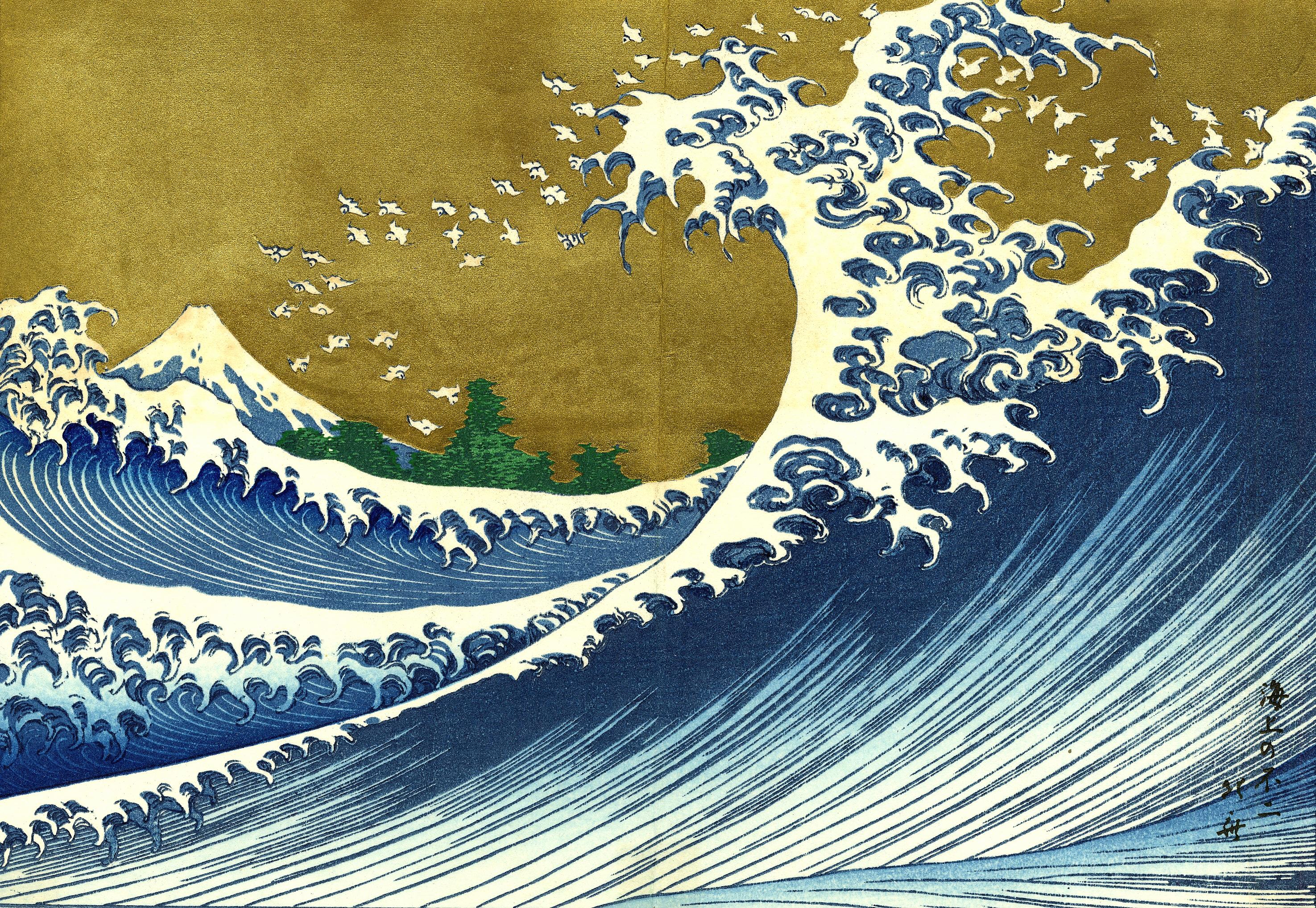
Kaijo no fuji, estampe tirée du second volume des Cent vues du mont Fuji.

Les Cent vues du mont Fuji (Fugaku-hyakkei) est une série d'estampes réalisées par Katsushika Hokusai (1760-1849), alors âgé de 74 ans, et dont les dates d'édition s'étendent entre 1834 et 1840. Ce livre illustré (E-hon (絵本) fait suite à la célèbre série des Trente-six Vues du mont Fuji (Fugaku-sanjûrokkei), publiée entre 1830-31 et 1833.

## Postface
Dans la postface de cette œuvre, Hokusai écrit un texte resté célèbre :
« Depuis l’âge de six ans, j’avais la manie de dessiner les formes des objets. Vers l’âge de cinquante, j’ai publié une infinité de dessins ; mais je suis mécontent de tout ce que j’ai produit avant l’âge de soixante-dix ans. C’est à l’âge de soixante-treize ans que j’ai compris à peu près la forme et la nature vraie des oiseaux, des poissons, des plantes, etc. Par conséquent, à l’âge de quatre-vingts ans, j’aurai fait beaucoup de progrès, j’arriverai au fond des choses ; à cent, je serai décidément parvenu à un état supérieur, indéfinissable, et à l’âge de cent dix, soit un point, soit une ligne, tout sera vivant. Je demande à ceux qui vivront autant que moi de voir si je tiens parole. Écrit, à l’âge de soixante-quinze ans, par moi, autrefois Hokusai, aujourd’hui Gakyo Rojin, le vieillard fou de dessin. »

## Galerie
- Cent vues du mont Fuji, 1834 - 1840

"Cent
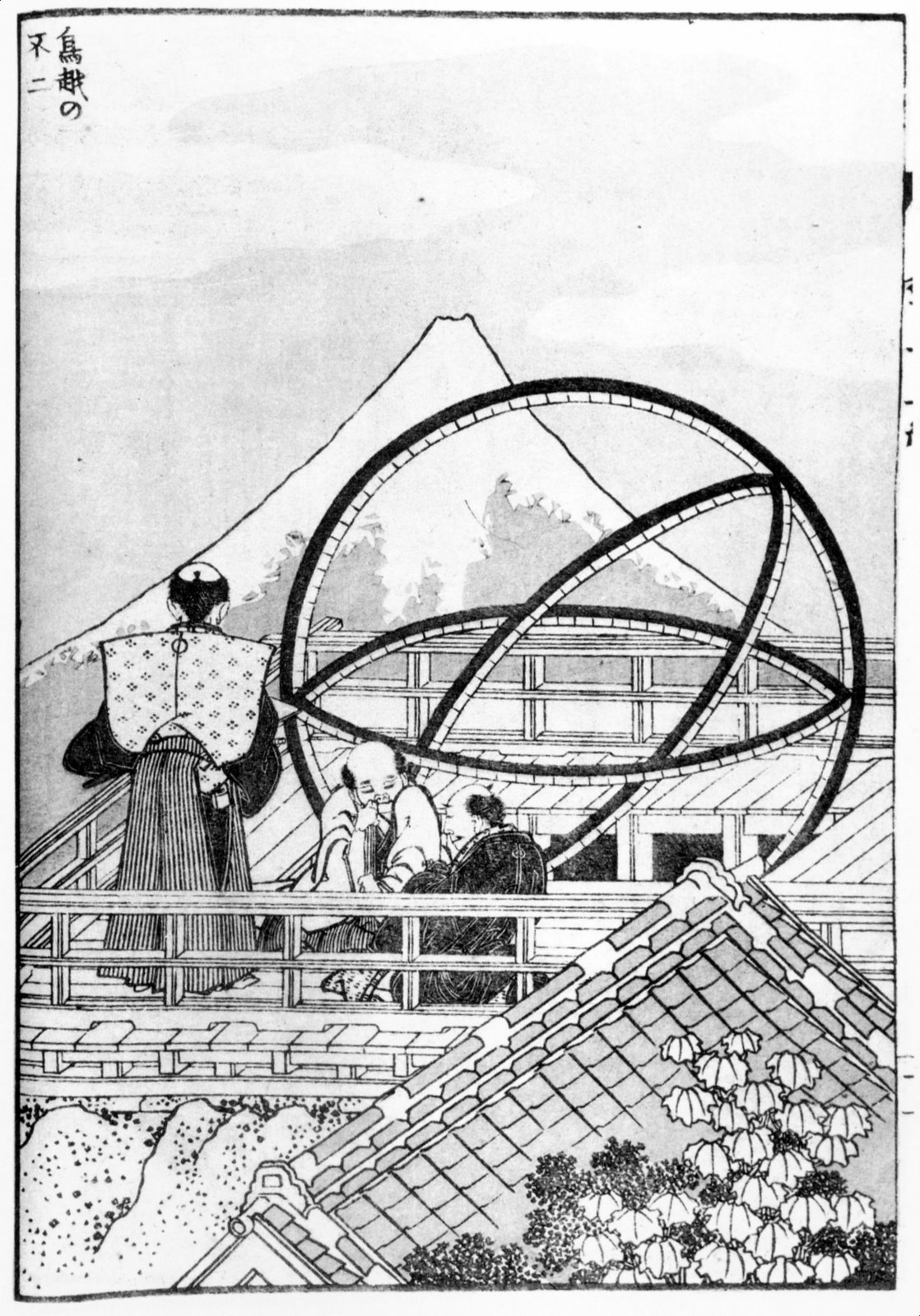
Le mont Fuji à Torigoe, nº18
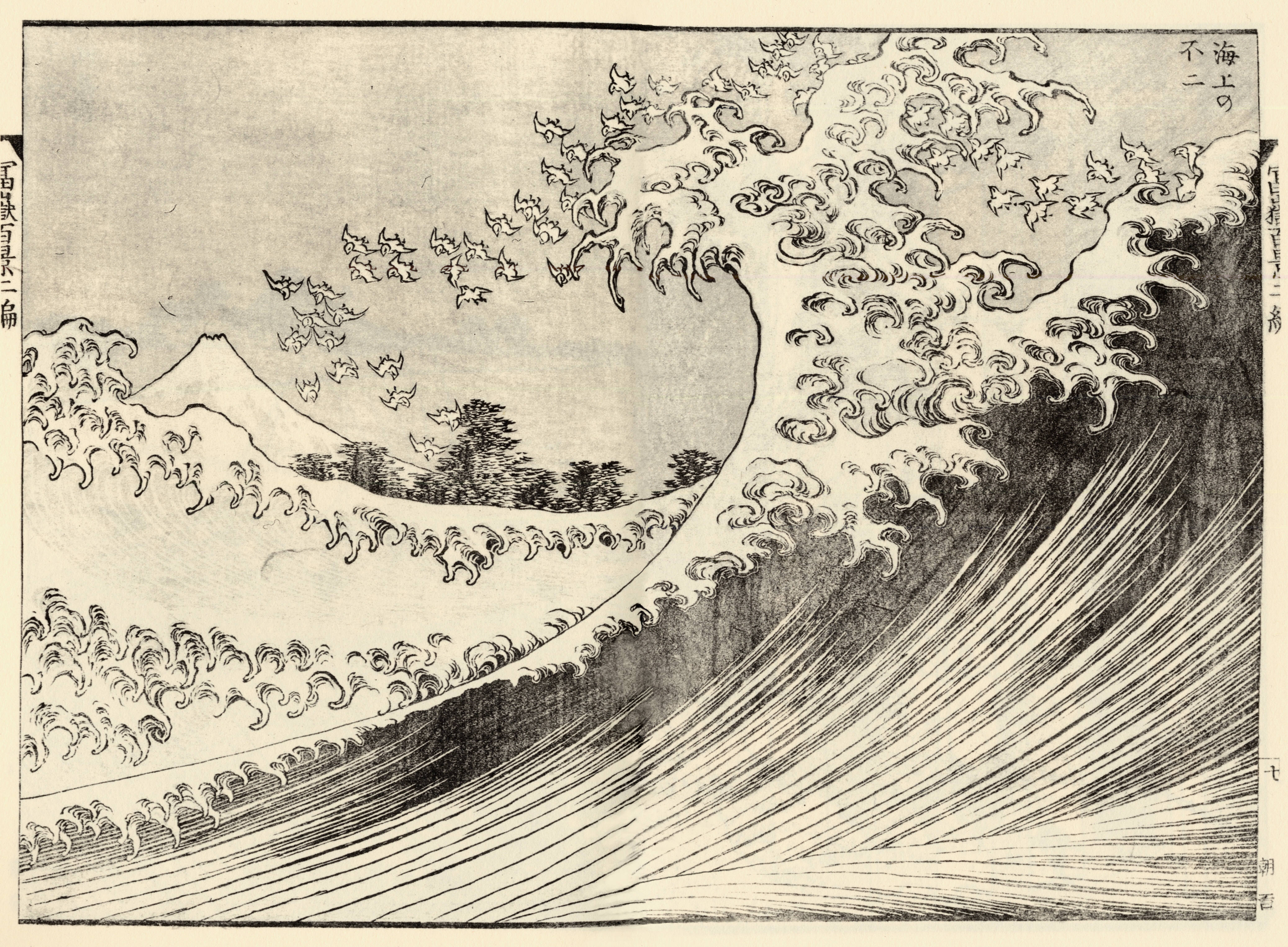
La grande vague
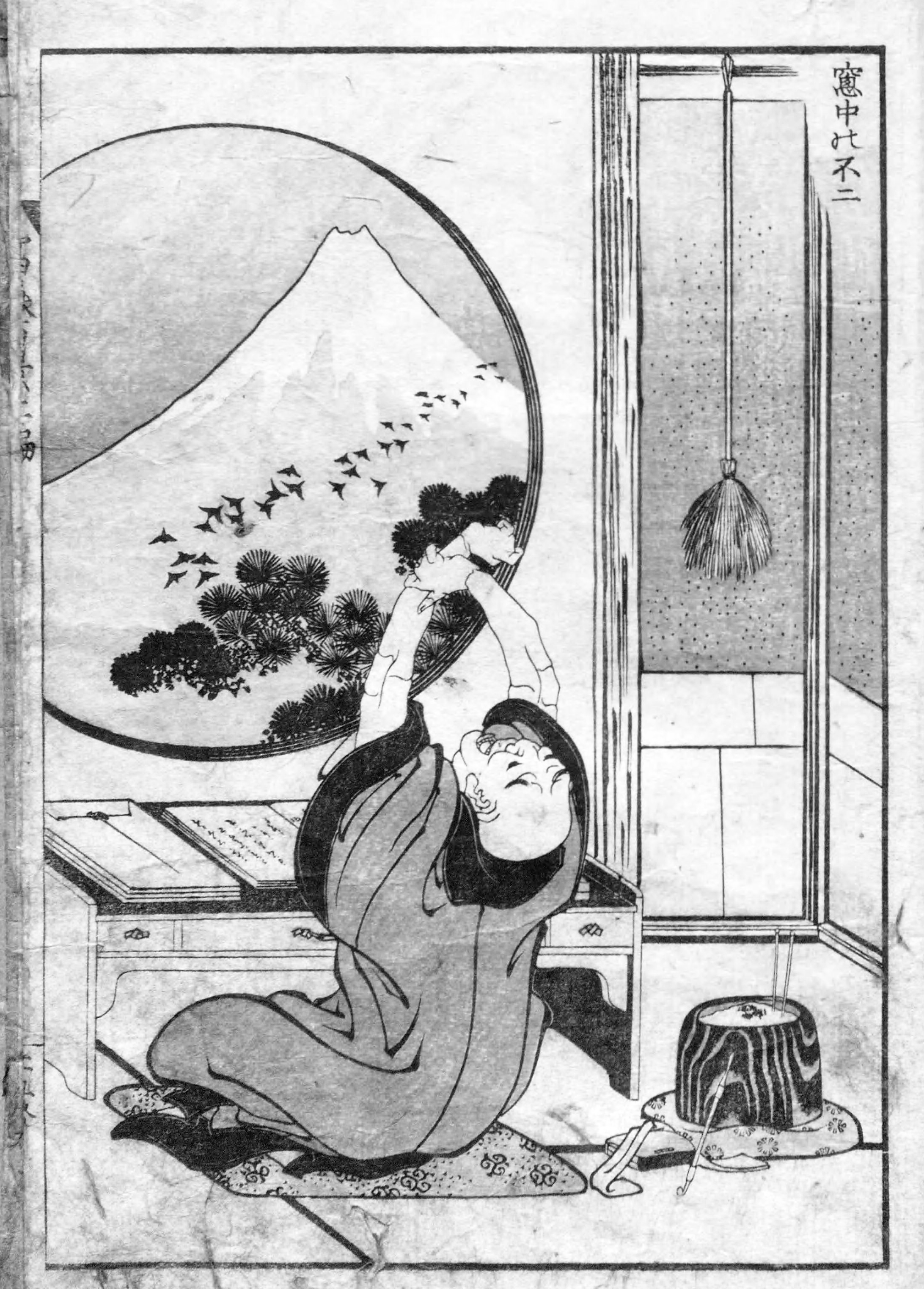
Dans la fenêtre
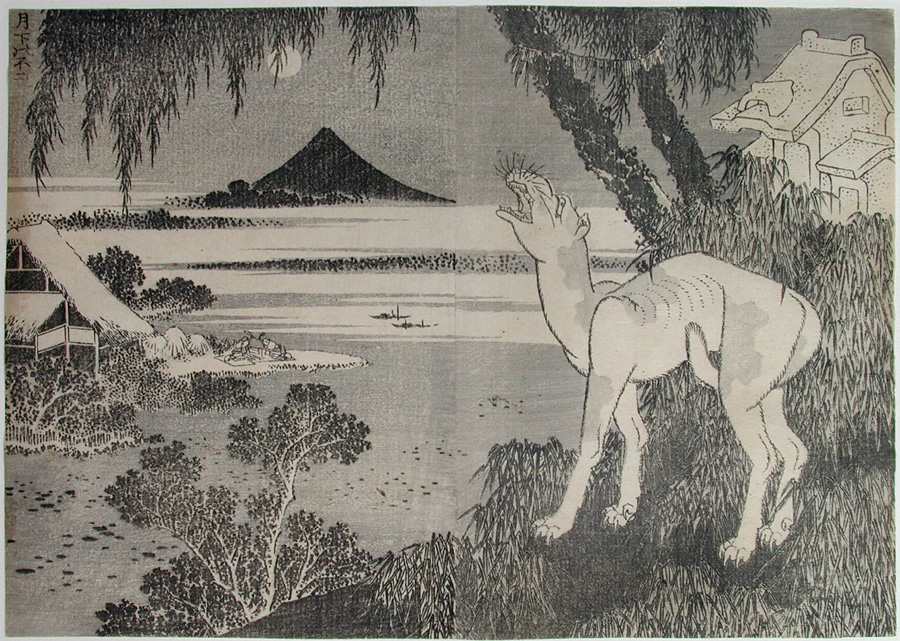
Le Fuji au clair de lune
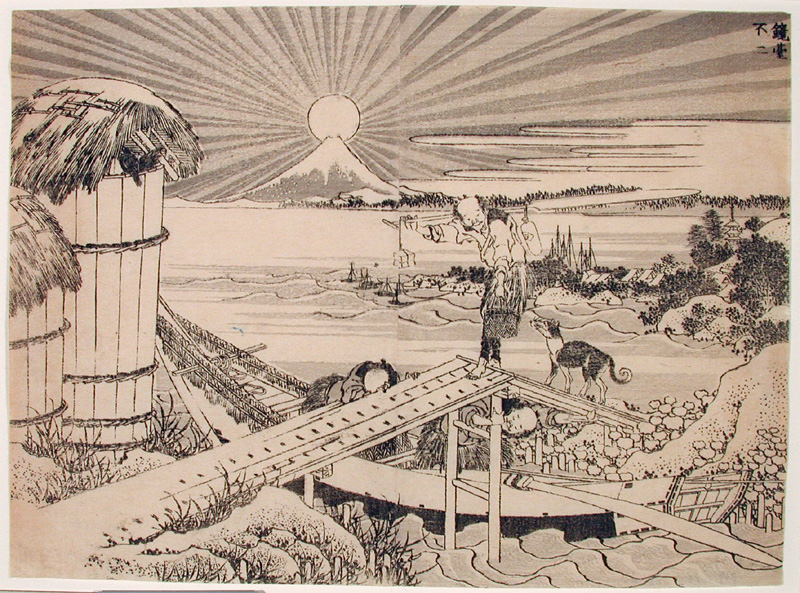
Mirror Stand Fuji
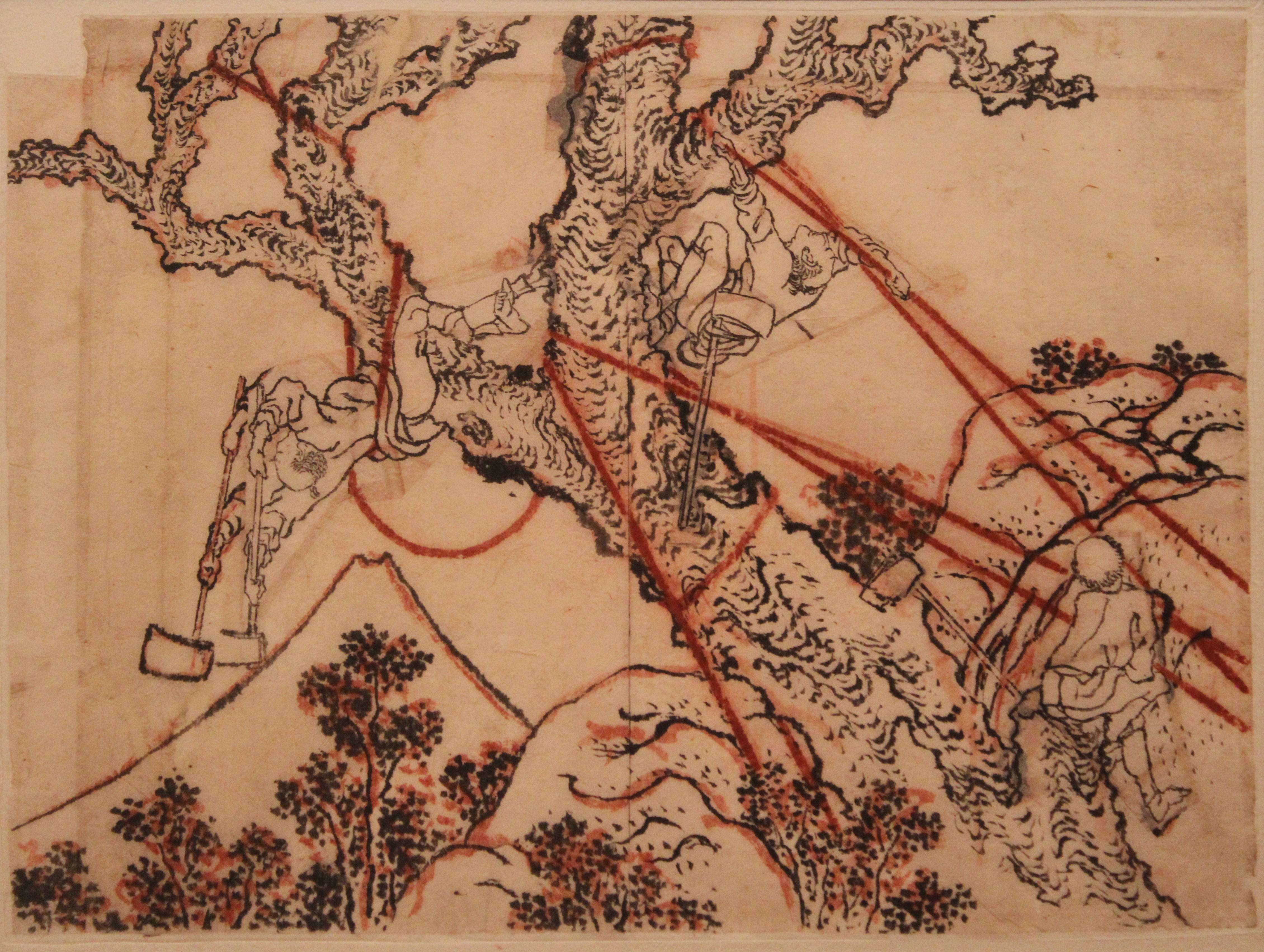
Le Fuji dans les montagnes Totomi (dessin préparatoire)
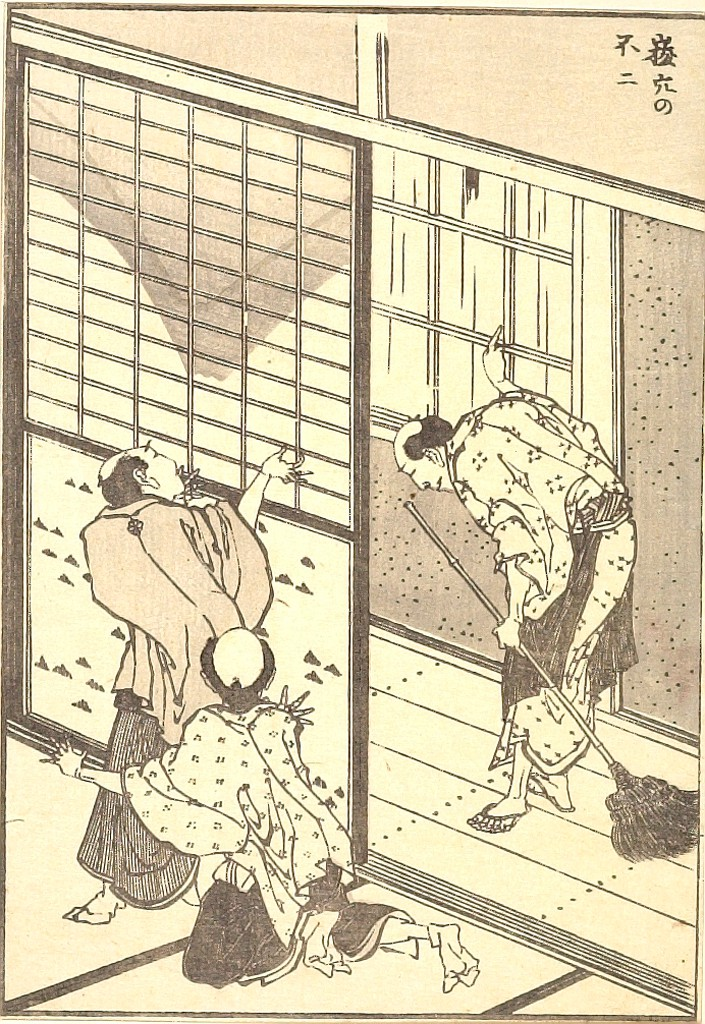
Fushiana no Fuji (vol. 3)